# Tephrina tsekubia
Tephrina tsekubia är en fjärilsart som beskrevs av Eugen Wehrli 1940. Tephrina tsekubia ingår i släktet Tephrina och familjen mätare. Inga underarter finns listade i Catalogue of Life.